# 2016 en France
Chronologie de la France
- 2012
- 2013
- 2014
- 2015
- 2016
- 2017
- 2018
- 2019
- 2020

Cette page présente les faits marquants de l'année 2016 en France.

## Évènements

### Janvier
- 1er janvier :
  - Entrée en vigueur du nouveau découpage des régions ;
  - Création de la Métropole du Grand Paris ;
  - Entrée en vigueur « prévue » de la garantie universelle des loyers pour les nouveaux contrats de location.
  - Fusion des trois universités de Grenoble donnant naissance à l'université Grenoble-Alpes
- 27 janvier : démission de Christiane Taubira du ministère de la Justice, Jean-Jacques Urvoas la remplace.

### Février
- 11 février : remaniement du gouvernement Manuel Valls.
- 12 février : Victoires de la musique 2016.
- 24 février : Victoires de la musique classique.
- 26 février : 41e cérémonie des César.

### Mars
- 8 mars : Laurent Fabius devient président du Conseil constitutionnel, succédant à Jean-Louis Debré.
- 9 mars : début des manifestations contre la loi Travail.
- 13 et 20 mars : élections législatives partielles dans l'Aisne, le Nord et les Yvelines.
- 30 mars : abandon du projet de révision constitutionnelle concernant l'état d'urgence et les règles de déchéance de nationalité[1].
- 31 mars : début à Paris du mouvement dit Nuit debout.

### Avril
- 17 et 24 avril : élection législative partielle dans la troisième circonscription de la Loire-Atlantique.
- 27 avril : Salah Abdeslam est transféré de Belgique et est remis à la justice française.

### Mai
- Grèves et manifestations contre la loi Travail.
- 11 au 22 mai : 69e Festival de Cannes.
- 22 et 29 mai : élections législatives partielles dans le Bas-Rhin et les Alpes-Maritimes.
- 23 mai : 28e cérémonie des Molières à Paris.

### Juin
- Des crues et inondations touchent le bassin de la Seine, principalement l'Île-de-France, et le Centre-Val de Loire.
- du 10 juin au 10 juillet : Championnat d'Europe de football 2016 (Euro 2016) en France.
- 13 juin : assassinat de deux fonctionnaires à Magnanville (Yvelines).
- 26 juin : en Loire-Atlantique, consultation sur le projet de transfert de l'aéroport de Nantes-Atlantique sur la commune de Notre-Dame-des-Landes, approuvé par 55 % des voix.

### Juillet
- 3 juillet : mise en service du second tronçon de la LGV Est européenne entre Baudrecourt et Vendenheim.
- 12 juillet : retrait officiel de l'avion militaire Dassault Super-Étendard.
- 14 juillet : un attentat à Nice, sur la promenade des Anglais, fait 86 morts.
- 19 juillet : début de l'affaire Adama Traoré.
- 21 juillet : la loi Travail est définitivement adoptée par le Parlement au moyen de l'article 49-3 de la Constitution.
- 26 juillet : meurtre du prêtre de l'église de Saint-Étienne-du-Rouvray, le père Hamel, par un islamiste, près de Rouen.

### Août
- 5 août : en raison du risque de terrorisme, Martine Aubry, maire de Lille annule la grande braderie organisée tous les ans le premier week-end de septembre.
- 5 août : la classe politique française s'empare du sujet polémique du burkini.
- 30 août : Emmanuel Macron et George Pau-Langevin démissionnent du gouvernement.

### Septembre
- 1er septembre : éclipse solaire annulaire visible à La Réunion.
- 4 septembre : découverte d'une tentative d'attentat à la voiture piégée avec des bombonnes de gaz à Paris ; trois suspectes sont interpellées le 8 septembre.
- 13 septembre : le Conseil d'État autorise les grands groupes de radios à acheter des stations supplémentaires[2].
- 19 septembre : François Hollande reçoit à New York le prix de l'« Homme d'État de l'année ».

### Octobre
- 1er au 16 octobre : Mondial de l'automobile de Paris.
- 7 octobre : la Loi pour une République numérique est promulguée.
- 8 octobre : attaque de policiers à Viry-Châtillon (Essonne).
- 11 octobre : Vladimir Poutine annule sa visite à Paris qui était prévue le 19 octobre[3].
- 13 octobre :
  - premier débat télévisé sur la primaire de la droite et du centre à l'élection présidentielle de 2017. Y participent Jean-François Copé, François Fillon, Alain Juppé, Nathalie Kosciusko-Morizet, Bruno Le Maire, Jean-Frédéric Poisson et Nicolas Sarkozy.
  - la parution de Un président ne devrait pas dire ça..., livre d'entretiens de François Hollande avec deux journalistes du Monde, entraine des polémiques[4].
- 19 octobre : primaire présidentielle écologiste (élimination de Cécile Duflot au 1er tour).
- 24 octobre : début d'évacuation de la jungle de Calais.

### Novembre
- 7 novembre : la primaire présidentielle écologiste est remportée par Yannick Jadot.
- 19 novembre : inauguration du téléphérique de Brest.
- 20 novembre et 27 novembre : la primaire de la droite et du centre pour l'élection présidentielle de 2017 est remportée par François Fillon.

### Décembre
- 1er décembre : le président François Hollande renonce à être candidat à sa succession en 2017, une première sous la Ve République.
- 6 décembre : Bernard Cazeneuve est nommé Premier ministre après la démission de Manuel Valls.
- 9 décembre : en raison de la pollution de l'air, la circulation alternée est appliquée pour la première fois à Lyon et Villeurbanne[5].
- 19 décembre :
  - une loi prolonge l'état d'urgence jusqu'au 15 juillet 2017 ;
  - la Cour de justice de la République déclare Christine Lagarde « coupable de négligence » dans l'arbitrage de l'affaire Tapie - Crédit lyonnais mais la dispense de peine.
- Selon le rapport de l’Observatoire national de la délinquance, Le nombre de pompiers ayant déclaré avoir été agressés a augmenté de 17 % en 2016. Ainsi, 2 280 sapeurs-pompiers ont été victimes d'une agression en 2016 contre 1 939 en 2015.

## Médias en France
- 21 janvier : le CSA annonce le déploiement de la RNT sur le territoire métropolitain dans l'année[6].
- 16 février : Odoxa et RTL s'associent pour lancer un dispositif de sondage sur l'actualité du sport[7].
- 12 avril : pour la première fois en France, une radio, RFM, propose à ses auditeurs un concert acoustique en direct de sa page Facebook[8].
- 7 mai : Radio France inaugure son nouvel orgue[9].
- 9 juin : Jean-Pierre Foucault prend une retraite radiophonique après 51 ans d'antenne[10].
- 19 juin : 8 000 disques vinyles appartenant à Radio France sont vendus[11].
- 15 juillet : les passionnés de radio se sont rendus au Château d'If pour une immersion sonore inédite[12].
- 16 septembre : Virgin Radio offre 50 ans de loyers à un auditeur[13].
- 23 novembre : le SNRL a effectué une dotation initiale de 15 000 euros à la constitution du fonds créé pour soutenir les radios de proximité[14].
- 31 décembre :
  - les sociétés de radio NextRadioTv, Sud Radio, RTL et Europe 1 ont annoncé le déménagement de leur siège d'ici un à deux ans[15],[16],[17],[18].
  - France Inter cesse d'émettre en Grandes Ondes mais le signal horaire est maintenu[19].

## Sport en France
- 10 juin au 10 juillet : Championnat d'Europe de football 2016.